# Constitución de Namibia
La Constitución de Namibia es la fuente suprema de la legislación nacional de la República de Namibia. Adoptada el 9 de febrero de 1990, un mes antes de la independencia de Namibia de la Sudáfrica del apartheid, fue redactada por una asamblea constituyente elegida.

## Preámbulo
Considerando que el reconocimiento de la dignidad intrínseca y de los derechos iguales e inalienables de todos los miembros de la familia humana es indispensable para la libertad, la justicia y la paz; Considerando que dichos derechos incluyen el derecho de la persona a la vida, a la libertad y a la búsqueda de la felicidad, sin distinción de raza, color, origen étnico, sexo, religión, credo o condición social o económica; Considerando que la forma más eficaz de mantener y proteger esos derechos es en una sociedad democrática, en la que el gobierno es responsable ante los representantes del pueblo libremente elegidos, y que funciona con arreglo a una constitución soberana y un poder judicial libre e independiente; Considerando que esos derechos han sido denegados durante mucho tiempo al pueblo de Namibia por el colonialismo, el racismo y el apartheid; Considerando que nosotros, el pueblo de Namibia, hemos salido finalmente victoriosos en nuestra lucha contra el colonialismo, el racismo y el apartheid; estamos decididos a aprobar una Constitución que exprese para nosotros y para nuestros hijos nuestra determinación de apreciar y proteger los logros de nuestra larga lucha; deseamos promover entre todos la dignidad de la persona y la unidad e integridad de la nación namibiana entre las naciones del mundo y en asociación con ellas; se esforzarán por lograr la reconciliación nacional y por fomentar la paz, la unidad y la lealtad común a un solo Estado; comprometidos con estos principios, han resuelto constituir la República de Namibia como un Estado soberano, laico, democrático y unitario que garantice a todos nuestros ciudadanos la justicia, la libertad, la igualdad y la fraternidad. Por consiguiente, nosotros, el pueblo de Namibia, aceptamos y adoptamos esta Constitución como ley fundamental de nuestra República Soberana e Independiente.

## Capítulos
La Constitución consta de 21 capítulos que totalizan 148 artículos.
Capítulo I La República 
Artículo 1 Establecimiento de la República de Namibia e identificación de su territorio
Artículo 2 Símbolos nacionales
Artículo 3 Lenguaje. El idioma oficial es el inglés
Capítulo II Ciudadanía
Artículo 4 Adquisición y pérdida de la ciudadanía
Capítulo III Derechos humanos y libertades fundamentales
Artículo 5 Protección de los derechos y libertades fundamentales
Artículo 6 Protección de la vida
Artículo 7 Protección y libertad
Artículo 8 Respeto de la dignidad humana
Capítulo IV Emergencia pública, estado de defensa nacional y ley marcial
Capítulo V El Presidente
Capítulo VI El Gabinete
Capítulo VII La Asamblea Nacional
Capítulo VIII El Consejo Nacional
Capítulo IX La administración de justicia
Capítulo X El Defensor del Pueblo
Capítulo XI Principios de la política estatal
Capítulo XII Gobierno regional y local
'Capítulo XIII La Comisión de Administración Pública
Capítulo XIV La Comisión de Seguridad
Capítulo XV La policía y las fuerzas de defensa y el servicio penitenciario
Capítulo XVI Finanzas
Capítulo XVII Banco Central y Comisión Nacional de Planificación
Capítulo XVIII Entrada en vigor de la Constitución
Capítulo XX La ley en vigor y las disposiciones transitorias
Capítulo XXI Disposiciones finales
El capítulo 2, que consiste en el único artículo 4, es la principal fuente de la Ley de nacionalidad de Namibia.

## Enmiendas
Antes de las Elecciones generales de Namibia de 2014, la constitución fue enmendada para aumentar el tamaño del parlamento. La enmienda aumentó la Asamblea Nacional de 78 escaños (72 elegidos, 6 designados por el presidente) a 104 (96 elegidos, 8 designados). El Consejo Nacional aumentó de 26 escaños (dos representantes de 13 regiones) a 42 escaños (tres representantes de 14 regiones, el Kavango se había dividido en Kavango Este y Kavango Oeste) Esta expansión se introdujo para permitir una mayor representación de la población, aunque la verdadera razón de ello fue el recién introducido sistema de igualdad de género del partido gobernante SWAPO. Este sistema habría empujado a varios miembros varones fuera del Parlamento. Estos cambios fueron aprobados en contra de los votos de los partidos de la oposición, ya que la SWAPO tenía una mayoría de dos tercios en el Parlamento.